# Vescomtat de Nimes
El vescomtat de Nimes fou una jurisdicció feudal d'Occitània centrada a la ciutat de Nimes (Nîmes en francès).
Nimes fou un comtat (vegeu Comtat de Nimes) que va pertànyer als comtes de Tolosa des de la segona meitat del segle IX (cap al 872). Els comtes tolosans van deixar el poder en mans de vescomtes, i la dinastia vescomtal va governar vora cent anys fins que el 956 l'hereva Gauciana (Cecília) es va casar amb Bernat II Ató (I de Nimes), vescomte de l'Albigès (o Albí), quedant units ambdós vescomtats. Bernat II Ató va tenir tres fills: Frotari bisbe, Ermengarda (casada amb Bernat I senyor d'Andusa) i Ató II, vescomte d'Albí i Nimes, casat amb Gerberga. Va morir el 1032 i va deixar tres fills: Frotari (quart bisbe d'aquest nom dins la família), Sigari, i Bernat III Ató, vescomte d'Albí i Nimes (Bernat II Ató de Nimes), casat amb Ramgarda de Rasès, amb la que va tenir a Ramon Bernat I Trencavell, que el 1060 va rebre Nimes i Albí i per matrimoni amb Ermengarda fou vescomte de Besiers i Agde i comte de Carcassona i Rasès. Els drets d'Ermengarda a Carcassona i Rasès foren venuts al comte de Barcelona que exercia la sobirania feudal sobre Besiers i Agde, i que els va retornar en feu a Ramon Bernat I Trencavell. El 1074 va morir Ramon Bernat I, i el va succeir a Nimes i Albi el seu fill Bernat Ató I, que el 1082 va reclamar la plena sobirania sobre Carcassona, Rasés, Besiers i Agde pels drets de la seva mare. El 1129, a la mort de Bernat Ató I, Nimes i Agde van passar al seu fill Bernat Ató II (casat amb Guillema de Montpeller), i Albi, Besiers, Carcassona i Rasès als fils Roger i Ramon Trencavell I. Mort Bernat Ató II el 1159, el va succeir el seu fill Bernat Ató III. El 1214 Simó de Montfort va ocupar Nimes i el seu fill Amalric va renunciar als seus drets el 1226 a favor del rei de França. Ramon Trencavell III, de l'altra branca dels Trencavell (de Carcassona, Rasès, Besiers i Albí) va renunciar a tots els drets en favor del rei de França a canvi d'una pensió de 600 lliures l'any 1247.

## Llista de vescomtes de Nimes
- Desconeguts. c. 880-960
- Gauciana (Cecília) ?-? (casada el 956)
- Bernat I Ató (espòs) c. 960-974 (vescomte d'Albí)
- Ató II (fill) 974-1032 (vescomte d'Albí)
- Bernat II Ató 1032-1060 (vescomte d'Albí)
- Ramon Bernat I 1060-1074 (vescomte d'Albí)
- Bernat Ató I (fill) 1082-1129 (vescomte de Carcassona, Rasès, Besiers, Agde i Albi)
- Bernat Ató II 1129-1159 (vescomte d'Agde)
- Bernat Ató III 1159-1214 (vescomte d'Agde)
- Simó de Montfort 1214-1218
- Amauri o Amalric de Montfort 1218-1226
- a la corona francesa 1226